# Philomecyna kivuensis
Philomecyna kivuensis là một loài bọ cánh cứng trong họ Cerambycidae.